# Hymenia perspectalis
Espèce
Synonymes
- Desmia rhinthonalis Walker, 1859[4]
- Hymenia phrasiusalis Walker, 1859[4]
- Pyralis perspectalis Hübner, 1796[4]
- Spoladea exportalis Guenée, 1854[4]
- Zinckenia primordialis Zeller, 1852[4]

Hymenia perspectalis est une espèce de papillons de la famille des Crambidae qui se rencontre en Amérique, en Afrique et en Australie.

## Description
Hymenia perspectalis a une envergure comprise entre 16 et 22 mm.